# Palacio Przebendowski
El Palacio Przebendowski es un palacio en Varsovia, Polonia, construido en la primera mitad del siglo XVIII para Jan Jerzy Przebendowski. Ahora se encuentra en la avenida Solidarności 62 (la dirección anterior era 14 Bielańska).

## Historia
El palacio fue construido en estilo barroco alrededor de 1730, sobre las ruinas de un edificio anterior para el Tesorero de la Corona, Jan Jerzy Przebendowski. Fue diseñado por John Sigismund Deybel. Después de la muerte de Jan Jerzy Przebendowski, el palacio fue heredado por su hija Dorothy Henrietta, luego por Piotr Jerzy Przebendowski.
Después de que la propiedad fuera heredada por Ignacy Przebendowski, fue alquilada entre 1760 y 1762 al diplomático y miembro de la corte española, Pedro Pablo de Bolea, quien inició los famosos bailes de máscaras del palacio. Ignatius Przebendowski vendió el palacio en 1766 a Constance Lubienska de Łubna, y en 1768 todos los derechos fueron adquiridos por el esposo de Constance, el tesorero real, Roch Kossowski.
De 1863 a 1912 perteneció a Jan Zawiszy y, después de su muerte, a su esposa Elizabeth y a su hija Mary. En el año de 1912, fue adquirido por el Príncipe Janusz Radziwiłł, también propietario del Palacio de Nieborów.

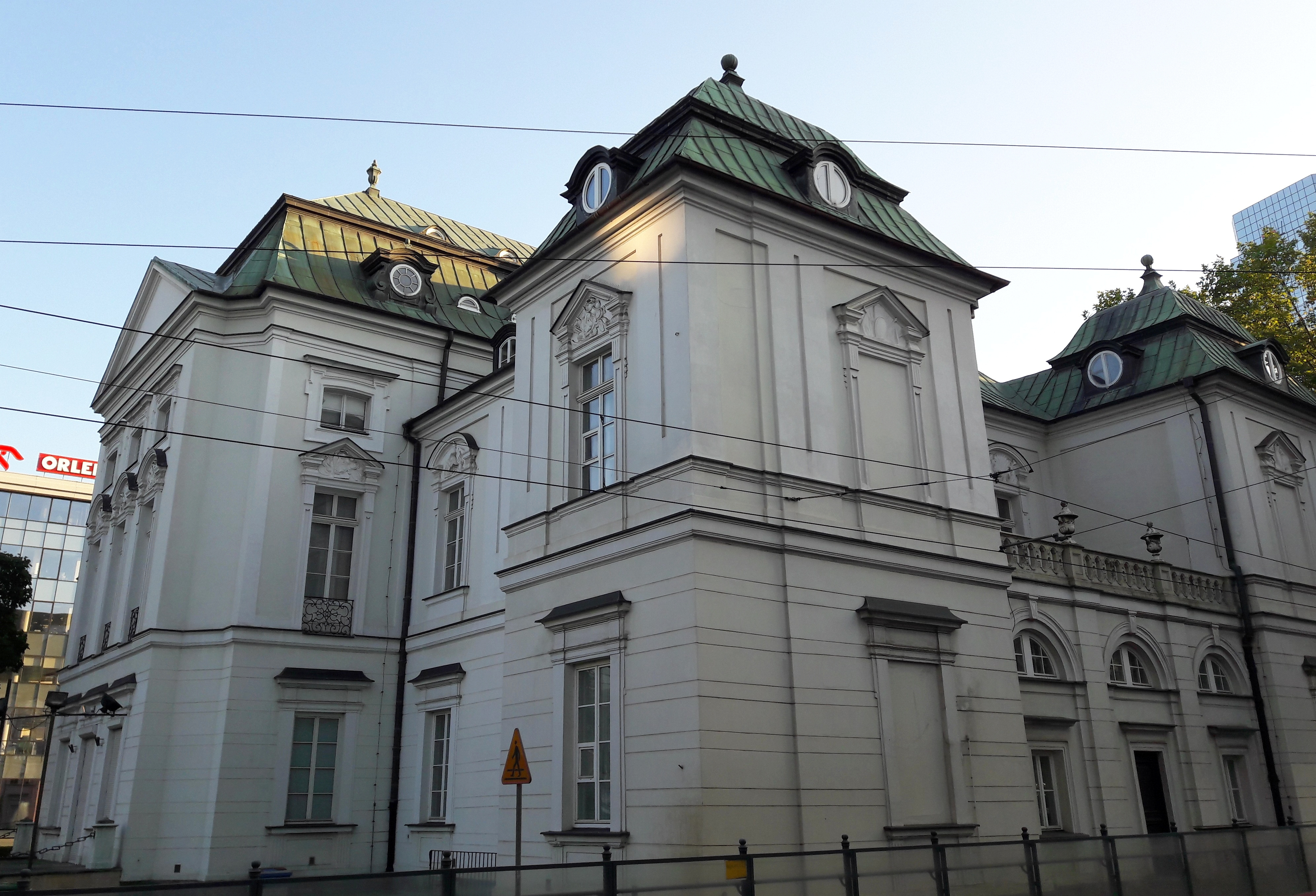
Vista lateral del palacio

El palacio fue destruido durante el Levantamiento de Varsovia contra la ocupación nazi, y en 1947, después de la Segunda Guerra Mundial, fue arrebatado a Janusz Radziwiłł en 1947 y para ser reconstruido en 1949, junto a una avenida principal. Durante la República Popular de Polonia sirvió como Museo Central a Lenin, inaugurado el 21 de abril de 1955.
Desde 1990, el edificio alberga la oficina del Museo de la Independencia (Muzeum Niepodległości), que cubre la historia de las batallas polacas y las aspiraciones de independencia desde el levantamiento de Kościuszko hasta la actualidad.
En el año 2000 se utilizó el edificio para albergar el Kino Paradiso (Cinema paradiso), haciendo referencia a la película del mismo nombre, que cerró en el año 2009 para buscar una locación más grande.